# Felipe Alves
Felipe Alves Raymundo (ur. 21 maja 1988 w São Paulo) – brazylijski piłkarz występujący na pozycji bramkarza, od 2024 roku zawodnik Fluminense.